# Marcela Quinteros Covella
Marcela Quinteros Covella (Alicante, 21 de julio de 1969) es una jugadora de parabádminton, campeona de España y una de las diez mejores jugadoras del mundo de parabádminton.

## Biografía
Nació en Argentina, reside en Alicante. Está diplomada en Enfermería. En 1999, una distrofia muscular consecuencia de un accidente laboral ejerciendo de enfermera en la Unidad de Oncología de su Hospital, le dejó secuelas en su movilidad que derivaron en el uso de una silla de ruedas y su vida dio un giro radical. Como parte de su rutina diaria  comenzó a hacer piscina terapéutica, pilates y yoga a la vez que estudiaba la licenciatura en Bellas Artes y posteriormente un Máster en Arteterapia. Desde 2016, comenzó a practicar el parabádminton, deporte que conoció de forma casual mientras se realizaba una exhibición. Practicaba inicialmente pádel, pero el bádminton le cautivó ya que su mano sufría menor impacto que en el pádel.

### Trayectoria deportiva
Comenzó a entrenar en Aspe, Alicante siendo la primera jugadora que practicaba parabádminton en la Comunidad Valenciana. En los últimos años se ha dedicado de lleno al bádminton, con el propósito de clasificarse para los Juegos Paralímpicos de Tokio 2020.
En 2017 consiguió la primera Medalla de bronce en el Torneo Internacional de Alcudia en Turquía en donde solo es superada por la Campeona del Torneo la veterana turca Emine Seçkin y unos meses más tarde alcanza otro bronce en Dublín, Irlanda tras vencer a otra veterana esta vez a la francesa Emmanuelle Ott. En la temporada 2018 repite logros y además consigue otro bronce en el 1.er Torneo Fazza Parabadminton International en Dubái organizado por #PeopleofDetermination.
Por primera vez en la historia del Parabadminton Español Marcela Quinteros consigue  en el Torneo Danisa Open en Odense,Dinamarca un Triplete de Oros en las categorías Dobles Femenino junto a su compañera la Autriaca Henriette Koosz, Dobles Mixto junto a su compañero el Brasileño Marcelo Alves y por supuesto del Individual Femenino, siendo la antesala del hito que un mes después conseguiría en el Campeonato de Europa de Bádminton Paralímpico en Rodez, Francia, nuevamente haciendo historia en el  Parabadminton Español Marcela Quinteros gana la medalla de bronce de la categoría Individual Femenino WH2 (deportistas en silla de ruedas)  y se coloca entre los 6 mejores deportistas de Bádminton de España alcanzando la categoría DAN (Deportista de Alto Nivel ) otorgada por el Consejo Superior de Deportes junto a Deportistas de la talla de Carolina Marin, Beatriz Corrales, Clara Azurmendi y Sara Peñalver.
En 2019 tras un enorme esfuerzo personal enfrenta su tercer año en la competición internacional esta vez  elegida por La Fundación Trinidad Alfonso y el Proyecto FER de la Comunidad Valenciana  como Deportista de Élite para poder afrontar  la complejidad del reto logístico-deportivo del Road to Tokyo 2020.
En agosto de 2019 con Japón, China Tailandia, Turquía y Perú en constante evolución el sueño Olímpico se complica y no es hasta el Campeonato del Mundo en Basilea, Suiza cuando logra meterse en la ronda de octavos de final en Individual Femenino y en cuartos de final del dobles, nuevamente con su compañera Henriette Koosz tras derrotar a la pareja anfitriona, las Suizas Karin Suter-Erath y Cynthia Mathez por un 21-19  19-21  21-19 en un partido en donde la afición Suiza desbordaba pasión en la grada lo que la coloca dentro de las 8 mejores parejas de Dobles Femenino del Mundo y 9.ª  del Ranking Individual Mundial.
En casa Marcela Quinteros ha sido indiscutiblemente La Campeona de España colgándose 6 oros en el cuello tras derrotar en 2017, 2018 y 2019 a Esther Torres del Club Drop Toledo en la categoría individual y junto a Javier Fernández de Luco (Zuzenak) Dobles Mixto en 2017 a Esther Torres/ Roberto Glados, en 2018 a E.Torres/ Francisco Motero, y en 2019 haciendo pareja con Roberto Glados (Zuzenak) nuevamente derrotaron a la pareja toledana Esther Torres y Francisco Motero.
Marce como la llaman cariñosamente algunos de sus muy jóvenes compañeros de entrenamiento, entrena de lunes a sábado, en doble sesión , en el Centro de Tecnificación de Alicante.
En 2020 el mundo entero enfrenta una pandemia que obliga a cancelar los torneos clasificatorios restantes e incluso postergar los Juegos Olímpicos y Paralímpicos  de Tokio al año 2021 complicando aún más el ya de por sí difícil proyecto de clasificación. Marcela Quinteros solo suspira con entereza ante un  reto con el que se ha permitido soñar casi 5 años durante los que sacrificó mucho, padeció mucho y sufrió la voracidad que algunas veces acompaña al deporte de élite y que años antes le advirtiera su entrenadora. 
A octubre de 2020 la Española Marcela Quinteros Covella  hija de Argentino e Italiana, ocupa la 8.ª Posición del Ranking Mundial de Dobles Femenino y la 9.ª posición en el ranking Mundial de Individual. y,  humilde y discretamente como es ella pasará a los anales de la historia del Bádminton y el Parabadminton Español

## Palmarés

### Campeonatos nacionales
| Año  | Torneo                                | Posición |
| ---- | ------------------------------------- | -------- |
| 2017 | Campeonato de España de parabádminton | Oro      |
| 2018 | Campeonato de España de parabádminton | Oro      |
| 2019 | Campeonato de España de parabádminton | Oro      |

### Torneos internacionales
| Año  | Torneo                             | Posición         |
| ---- | ---------------------------------- | ---------------- |
| 2017 | Torneo Internacional de Irlanda    | Bronce           |
| 2018 | Campeonato de Europa               | Bronce           |
| 2018 | Torneo Internacional de Dinamarca. | Triple Oro       |
| 2018 | Torneo Internacional de Dubái      | Bronce           |
| 2018 | Torneo Internacional de Dublín     | Bronce           |
| 2018 | Torneo Internacional de Sao Paulo  | Bronce           |
| 2019 | Campeonato del Mundo de Suiza      | Octavos de final |

## Premios y reconocimientos
- Nominada en la XXXV edición de los Premios Provinciales del Deporte, organizados por la Diputación de Alicante.[9]